# Симеон (Млоцький)
Симеон Млоцький (світське ім'я Стефан, пол. Symeon Stefan Młocki; пом. 1804) — волинський шляхтич герба Правдич, єпископ володимирський та берестейський Руської унійної церкви (1779–95). 

## Життєпис
В молодості вступив до ордену василіян. 19 вересня 1779 р. був призначений єпископом і наступного дня хіротонізований адміністратором Київської митрополії і турово-пінським владикою Гедеоном Горбацьким (головний святитель), луцьким унійним єпископом Кипріяном Стецьким й Францішеком Коморницьким, єпископом-помічником Луцької латинської дієцезії. 
В 1780 нагороджений Орденом Св. Станіслава.
В 1790 році у Варшаві брав участь у нарадах у справах Унійної церкви. 20 березня 1792 року разом з іншими унійними єпископами підписав до короля петицію проти впровадження нової православної ієрархії, а в 1794 році очолював останній в Речі Посполитій з'їзд унійних єпископів і архимандритів. В 1791 році його коад'ютором і титулярним єпископом Берестейським номіновано Арсенія Ґловнєвського.
6 вересня 1795 року за указом Катерини ІІ Млоцького й інших унійних єпископів було звільнено від усіх обов'язків у їхніх єпархіях з річною пенсією 3000 рублів. 30 квітня 1802 року руські унійні єпископи написали прохання до Конгрегації Поширення Віри, щоб Апостольський Престіл звернувся до царя про дозвіл для єпископів Володимира Симеона Млоцького, Пінська Йоакима Горбацького і Луцька Стефана Левинського повернутися у свої єпархії.
В 1804 році виїхав на лікування до Галичини і, правдоподібно, там помер.